# Antonin Poncet
Pour les articles homonymes, voir Poncet.
Antonin Poncet, né le 28 mars 1849 à Saint-Trivier-sur-Moignans (Ain) et mort le 16 septembre 1913 à 20 heures à Culoz (Ain), est un chirurgien et physiopathologiste des Hôpitaux de Lyon, qui a occupé le poste prestigieux de chirurgien-major de l'Hôtel-Dieu de Lyon ; il est l’un des promoteurs de l'antisepsie puis de l'asepsie.

## Biographie
Fils de Jean Joseph Poncet, notaire à Saint-Trivier-sur-Moignans et de Catherine Jeanne Chaballier, c’est l’exemple de son grand-père, Jean-Pierre Antoine Chaballier, ancien chirurgien des armées de l’Empire, qui détermine sa vocation.
Ayant terminé ses études classiques au collège de Belley, il entra à l’École préparatoire de Lyon, puis fut nommé interne des hôpitaux en 1869 ; après avoir occupé un poste à l’hôpital de la Charité (à Lyon), il fut l’interne de Louis Léopold Ollier pendant trois semestres.
Docteur en médecine en novembre 1876, il se présenta en novembre 1876 au concours de chirurgien-major de la Charité, mais il ne fut pas retenu ; par contre, le 30 juin 1879, il fut reçu au concours de chirurgien-major de l’Hôtel-Dieu, à l’âge de 30 ans.
La carrière universitaire fut également brillante : après avoir été chef de travaux de médecine opératoire, il est agrégé en 1878 (après la création de la Faculté de la médecine de Lyon) et en 1881 est nommé professeur de médecine opératoire et de clinique chirurgicale (à la suite du Prof. Desgranges).
Il fut un chirurgien d’une grande habileté et sa réputation était grande : il fut appelé à opérer le président de la République Sadi Carnot, victime d’un attentat, le 24 juin 1894 ; entouré des professeurs Lépine, Gailleton et vers la fin de l’intervention, Ollier, Fabre et Gangolphe, il ne put venir à bout de l’hémorragie provoquée par des lésions multiples de la veine porte entraînant le décès du Président, peu après minuit.
Ses résultats opératoires furent très largement influencés par l’application des notions nouvelles d’antisepsie puis d’asepsie qui ouvrirent un champ immense aux techniques chirurgicales : il fut dès le début un champion de ces méthodes révolutionnaires et n’hésita pas à suivre, pendant quelques semaines, l’enseignement de Joseph Lister et aller en Allemagne, en Suisse et aux États-Unis d’Amérique.
La lutte contre l’infection, qui était jusqu’alors à l’origine de désastres chirurgicaux, fut la grande affaire de sa vie ; il divisait les causes d’infection en deux groupes, l’infection de l’air et l’infection par le contact. Contre la première, il préconisa une bonne ventilation des locaux ; pour limiter la seconde, il exigeait le lavage des mains, le port de sarraus… Il s’efforça surtout de montrer la nécessité de transformer les anciennes salles d’opération et celle qu’il créa, à l’Hôtel-Dieu, fut un modèle du genre.
Il fut un précurseur dans de nombreux domaines chirurgicaux : la chirurgie du corps thyroïde lui doit beaucoup, la chirurgie de la prostate où il eut du mal à faire admettre la supériorité de cystostomie sus pubienne (ouverture de la vessie), en 1888, sur le sondage à demeure ou les cathétérismes répétés.
Le couronnement de l’œuvre scientifique de Poncet est la vaste question du rhumatisme tuberculeux : il en décrivit les différentes localisations, il en montra les diverses formes et ses publications sur la « tuberculose inflammatoire » furent l’objet de nombreuses controverses.
Après avoir été un chirurgien les plus actifs de son époque, il limita dès 1895, la pratique de la chirurgie et laissa à ses collaborateurs la responsabilité chirurgicale de son service : il n’opéra plus que dans des circonstances exceptionnelles et le chirurgien céda la place au savant ; il s’absorba totalement dans sa fonction de professeur de clinique chirurgicale et d’innombrables travaux sortirent de son école.
Il aimait choisir ses assistants parmi ceux dont il escomptait une carrière brillante et il n’hésitait pas à leur accorder son appui personnel pour faciliter leur succès : c’est associé aux noms de ses multiples collaborateurs (Alexis Carrel, René Leriche, Léon Bérard, Xavier Delore, Louis Dor) que l’on retrouve A. Poncet dans d’innombrables articles publiés dans les revues spécialisées. En ce sens, il fut un grand chef d’École et le prestige de l’École lyonnaise lui doit beaucoup.
Il est décédé subitement, le 15 septembre 1913, à Culoz (Ain) dans la maison qu'il avait fait restaurer et dont sa femme, Louise Tendret avait hérité en 1895 de Lucien Tendret (son père) ; après une brève cérémonie, son corps fut transporté à Belley où il fut inhumé.

## Travaux
En 1897, il publie dans la Gazette des Hôpitaux, un important article sur « « La polyarthrite tuberculeuse simulant des lésions rhumatismales chroniques déformantes ».
Avec R. Leriche, en 1909, son ouvrage sur le « Rhumatisme tubercule » fut très remarqué.
Il rédigea plusieurs articles, en particulier sur les tumeurs osseuses et les affections non traumatiques des os d’un Traité de Chirurgie, publié en 1891.
En 1881, avec Edmond Landolt (1846-1926) et Photinos Panas (1832-1903), il a fondé Les Archives d'ophtalmologie.

## Œuvres et publications

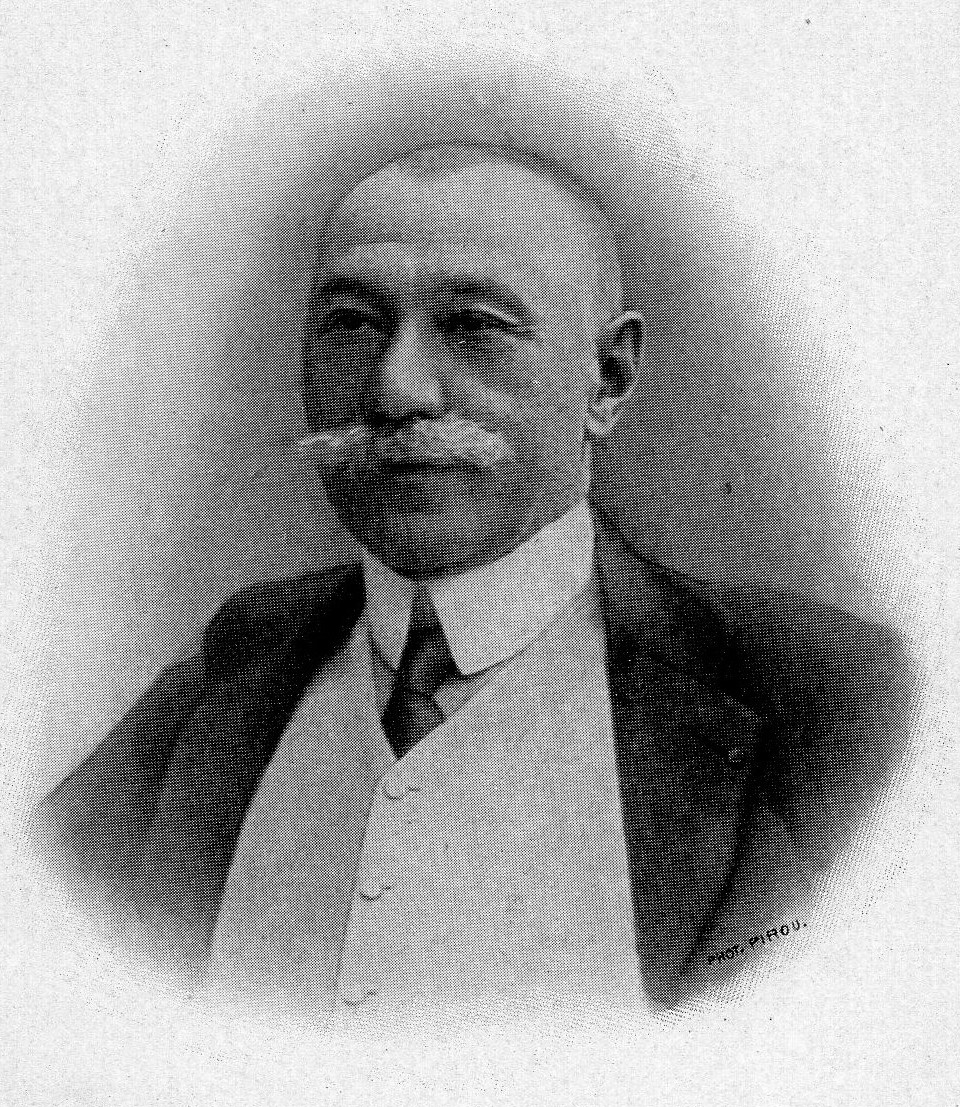
Antonin Poncet

- Des greffes dermo-épidermiques et, en particulier, des larges lambeaux dermo-épidermiques, Lyon, impr. de A. Vingtrinier, 1872, 16 p., lire en ligne sur Gallica
- De l'ictère hématique traumatique, Paris, G. Masson, 1874, 64 p. lire en ligne sur Gallica
- Appareils nouveaux pour les lavages et les irrigations des plaies, Lyon, Association typographique, 1882, 8 p. lire en ligne sur Gallica

En collaboration :
- Traité de chirurgie, Tome III, publ. sous la dir. de Simon Duplay et Paul Reclus, par Poncet, Nélaton, Lagrange et al., Paris, Masson lire en ligne sur Gallica
- Pathogénie des ankyloses spontanées et particulièrement des ankyloses vertébrales, rapport présenté par MM. Antonin Poncet et René Leriche, Association française pour l'avancement des sciences.Congrès de Lyon (2-7 août 1906) sur Gallica

## Éponymie
- Syndrome rhumatoïde (ou rhumatisme) de Poncet ou maladie de Grocco-Poncet : forme de « polyarthrite tuberculeuse ».
- Cylindromatose de Poncet-Spiegler : tumeurs bénignes multiples (cylindrome ) du cuir chevelu ("tumeurs turban").
- Opération de Poncet : cystostomie sus-pubienne.

## Hommages
- Place Antonin-Poncet à Lyon
- Clos Poncet et avenue Poncet (Culoz, Ain)